# Oleksa Dowbusch

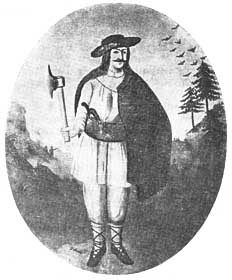
Oleksa Dowbusch

Oleksa Wassyljowytsch Dowbusch (ukrainisch Олекса Васильович Довбуш; * 1700 in Petschenischyn, Halitscher Land, Woiwodschaft Ruthenien, Polen-Litauen; † 24. Augustjul. / 4. September 1745greg. in Kosmatsch, Halitscher Land, Woiwodschaft Ruthenien, Polen-Litauen) war ein ukrainischer Anführer der antifeudalen  Bauernaufstandsbewegung Opryschky (ukrainisch Опришки) in den Karpaten.

## Leben
Oleksa Dowbusch kam in Petschenischyn im heutigen Rajon Kolomyja der ukrainischen Oblast Iwano-Frankiwsk als Sohn eines armen Ladenbesitzers zur Welt. Als Kind hütete er das Vieh der Dorfgemeinschaft.
Gemeinsam mit seinem Bruder Iwan leitete er eine Gruppe von 30 bis 50 Männern, mit denen er in den Jahren 1738/39 begann, Adelige, Pächter und Geldverleiher zu überfallen und von ihnen Eigentum, Schmuck und Geld zu beschlagnahmen. In einigen Fällen verhandelte er mit ihnen, in anderen verbrannte er deren Güter. Einen bedeutenden Teil seiner Beute verteilte er unter den Armen. Nach einem Streit mit seinem Bruder Iwan im Frühjahr 1739 trennte sich dieser von der Gruppe. Von seiner Heimatbasis in der Tschornohora war Oleksas Bande hauptsächlich in Pokutien aktiv, überfiel aber gelegentlich auch Dörfer in Podolien. Mehrere Jahre lang versuchte der Großhetman der polnischen Krone Józef Potocki persönlich mit bis zu 2000 Mann, Dowbusch zu finden und zu fassen, konnte jedoch nur das Rebellenlager erobern und zahlreiche von ihnen töten. Von 1744 bis 1745 führten die Opryschky gewagte Aktionen bei Drohobytsch, Turka, Solotwyn, Nadwirna und Rohatyn durch und eroberten die Festung Bohorodtschany. Schließlich wurde er am 4. September 1745 von einem Bauern im Dorf Kosmatsch im heutigen Rajon Kossiw der ukrainischen Oblast Iwano-Frankiwsk auf verräterische Weise getötet.

## Nachwirkung
Dowbuschs Taten als ukrainischer Robin Hood wurden zur Legende und hinterließen bleibende Spuren in der ukrainischen Folklore. In der Literatur schrieben u. a. Iwan Franko, Jurij Fedkowytsch, Iwan Wahylewytsch, Mychajlo Pawlyk, Bohdan-Ihor Antonytsch, Leonid Perwomajskyj und Wolodymyr Gschyzkyj (Володимир Зенонович Ґжицький; 1895–1973) über ihn. Auch in der Malerei (z. B. durch Olena Kultschyzka), der Musik (Anatolij Kos-Anatolskyj (Анато́лій Йосипович Кос-Анатольський; 1909–1962)) und im Film (Wiktor Michailowitsch Iwanows Film Oleksa Dowbusch von 1959 und dem 2017 vom Filmregisseur Sergij Skobun (Сергій Сергійович Скобун; * 1973) gedrehten Film Legende der Karpaten (Легенда Карпат)) hinterließ sein Wirken Spuren.
2023 feierte die ukrainische Filmbiografie Dowbusch Premiere.

## Ehrungen

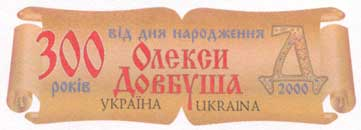
Ukrainische Briefmarke

- Ukrainische Briefmarke Im Jahr 2000 gab die Ukrainische Post eine Briefmarke in Erinnerung seines 300. Geburtstages heraus.
- Das Staatliche Historische- und Gedenkmuseum von Iwano-Frankiwsk zu Oleksa Dowbusch (Івано-Франківський історико-меморіальний музей Олекси Довбуша) ist ein Museum, das dem Leben und Wirken von Oleksa Dowbusch gewidmet ist.
- Im Dorf Kosmatsch befindet sich das nach ihm benannte Dowbusch-Museum (ukrainisch Музей Довбуша).
- Zahlreiche Straßen in ukrainischen Städten wie in Iwano-Frankiwsk, Kolomyja, Uschhorod, Lwiw und die im Kiewer Rajon Dnipro gelegene Вулиця Олекси Довбуша (Wulyzja Oleksy Dowbuscha) tragen seinen Namen.
- Nach ihm wurden der unter Naturschutz stehende Felsenhöhlenkomplex Dowbusch-Felsen  (ukrainisch Скелі Довбуша (печерний комплекс) Skeli Dowbuscha) bei Bolechiw benannt.
- Die Dowbusch-Höhle  (ukrainisch Печера Довбуша Petschera Dowbuscha), eine unter Naturschutz stehende Karsthöhle im ukrainischen Rajon Putyla, Oblast Tscherniwzi, wurde nach ihm benannt.